# 주일본 유럽 연합 대표부
주일본 유럽 연합 대표부(영어: Delegation of the European Union to Japan, 일본어: 駐日欧州連合代表部)는 일본 도쿄도 미나토구 미나미아자부에 위치하고 있는 유럽 연합(EU) 대표부이다. 현직 주일본 유럽 연합 대사는 프랑스 출신의 유럽 연합 소속 외교관인 장에리크 파케이다. 다른 나라에 주재하는 유럽 연합 대표부와 마찬가지로 유럽 연합 산하 유럽 대외행동부에서 관리한다.

## 역사
유럽 공동체(EC)는 1959년에 일본과 수교했으나 한동안 일본에 상주 대표부를 설치하지 않았다. 일본 정부에서는 한동안 벨기에 주재 일본 대사가 유럽 공동체 주재 대사를 겸임했다. 유럽 공동체는 1974년 7월에 일본 도쿄도 지요다구에 주일본 유럽 공동체 위원회 대표부(일본어: 駐日欧州共同体委員会代表部)를 설립했다.
유럽 공동체가 1970년대에 일본에 상주 대표부를 설치한 배경에는 고도경제성장에 따른 일본과 유럽 간의 무역 갈등이 있었는데 설립 당시에는 통상 문제 해결을 위한 협의 창구로서의 기능을 갖고 있었다. 1990년부터 일본 정부에서는 일본 주재 유럽 공동체 대표를 대사라고 명명했다. 일본 정부는 1975년에 벨기에 브뤼셀에 주유럽 공동체 일본 대표부(일본어: 欧州共同体日本政府代表部)를 설립했다. 이 공관은 1996년에 주유럽 연합 일본 대표부(일본어: 欧州連合日本政府代表部)로 개편되었다.
1993년 11월 1일을 기해 마스트리흐트 조약의 발효와 함께 유럽 공동체가 유럽 연합(EU)으로 개편되면서 주일본 유럽 공동체 대표부가 주일본 유럽 위원회 대표부(일본어: 駐日欧州委員会代表部)로 개편되었다. 2009년 12월 1일을 기해 리스본 조약의 발효와 함께 유럽 연합의 권한이 확대되면서 주일본 유럽 위원회 대표부도 주일본 유럽 연합 대표부로 개편되었다. 2011년 8월에는 주일본 유럽 연합 대표부가 미나토구 미나미아자부에 위치한 유로파 하우스(일본어: ヨーロッパハウス, 영어: Europa House)로 이전했다.

## 역대 주일본 유럽 연합 대사
| 대수   | 대사 이름 (원어 표기)                                                | 출신 유럽 연합 회원국 | 임기            |
| ------ | -------------------------------------------------------------------- | --------------------- | --------------- |
| 제1대  | 레슬리 필딩 (영어: Leslie Fielding)                                  | 영국                  | 1978년 ~ 1982년 |
| 제2대  | 라우런스 얀 브링크호르스트 (네덜란드어: Laurens Jan Brinkhorst)      | 네덜란드              | 1982년 ~ 1987년 |
| 제3대  | 드리스 판 아흐트 (네덜란드어: Dries van Agt)                         | 네덜란드              | 1987년 ~ 1989년 |
| 제4대  | 장피에르 렝 (프랑스어: Jean-Pierre Leng)                             | 프랑스                | 1990년 ~ 1994년 |
| 제5대  | 예른 케크 (독일어: Jörn Keck)                                        | 독일                  | 1994년 ~ 1998년 |
| 제6대  | 오베 율 예르겐센 (덴마크어: Ove Juul Jørgensen)                      | 덴마크                | 1998년 ~ 2002년 |
| 제7대  | 베른하르터 체프터 (독일어: Bernhard Zepter)                          | 독일                  | 2002년 ~ 2006년 |
| 제8대  | 휴 리처드슨 (영어: Hugh Richardson)                                  | 영국                  | 2006년 ~ 2011년 |
| 제9대  | 한스 디트마르 슈바이스구트 (독일어: Hans Dietmar Schweisgut)         | 오스트리아            | 2011년 ~ 2014년 |
| 제10대 | 비오렐 이스티치오아이아부두라 (루마니아어: Viorel Isticioaia-Budura) | 루마니아              | 2014년 ~ 2018년 |
| 제11대 | 파트리치아 플로르 (독일어: Patricia Flor)                            | 독일                  | 2018년 ~ 2022년 |
| 제12대 | 장에리크 파케 (프랑스어: Jean-Eric Paquet)                           | 프랑스                | 2022년 ~ 현재   |

## 주요 임무
주일본 유럽 연합 대표부는 일본에서 유럽 연합을 대표하는 기구로써 일본과 유럽 연합 간의 정치, 경제, 문화, 교육, 과학, 그 외의 분야에서 협력과 발전을 도모한다. 또한 일본과의 협력을 통해 유럽 연합이 세계 각지에서 이익과 가치를 실현하는 데에 노력한다.
주일본 유럽 연합 대표부는 일본과의 정치, 경제, 사회 분야에서 협력을 도모하고 일본과 유럽 연합 간의 전략적 소통 창구 역할을 한다. 또한 유럽 연합의 과학·디지털·혁신 정책을 추진하고 일본 정부, 일본의 연구 기관, 연구 자금 제공 기관, 산업계, 유럽 연합 회원국의 대사관들과의 연락을 도모한다. 그 외에 일본과 유럽 연합 간의 공동 연구를 지원하고 일본의 과학·디지털·혁신 정책에 관한 동향을 수집, 보고한다.
주일본 유럽 연합 대표부는 일본의 통상·무역에 관한 동향을 추적하고 일본과 유럽 연합의 경제 단체와의 긴밀한 협력을 촉진한다. 주일본 유럽 연합 대표부에서는 일본에 주재하는 유럽 연합 회원국의 외교관들(대사, 참사관, 공보관, 행정관)이 참석하는 정례 회의를 통해 유럽 연합 회원국의 대사관들이 유럽 연합과 관련된 사안에 대한 긴밀한 공조 관계를 구축하도록 지시한다.

## 같이 보기
- 일본-유럽 연합 관계
- 유럽 연합 대표부
- 일본 주재 외국공관 목록

### 내용주
1. 1 2  영국은 1973년 1월 1일에 덴마크, 아일랜드와 함께 유럽 공동체에 가입했다. 그러나 2016년 6월 23일에 실시된 유럽 연합 회원국 국민투표에서 탈퇴 51.89%, 잔류 48.11%를 기록하면서 영국 정부는 2017년 3월 29일부터 리스본 조약 제50조에 따른 브렉시트(영국의 유럽 연합 탈퇴) 협상을 시작했다. 영국은 2020년 1월 31일을 기해 유럽 연합에서 탈퇴했다.

### 참고주
1. ↑  “EU-Japan relations and the 22nd EU-Japan Summit Brussels, 7 May 2014”. 《europa.eu》 (영어). 2014년 5월 5일. 2022년 10월 22일에 확인함.
2. ↑  外務省外交史料館日本外交史辞典編纂委員会 (1992년 5월). 《日本外交史辞典》 (일본어). 東京: 山川出版社. 1093쪽. ISBN 4634622009.
3. 1 2 3 4 5  駐日欧州連合代表部. “駐日EU代表部開設40周年”. 《駐日欧州連合代表部の公式ウェブマガジン EU MAG》 (일본어). 2022년 10월 22일에 확인함.
4. ↑  “欧州連合（EU）概況”. 《外務省》 (일본어). 2022년 10월 22일에 확인함.
5. 1 2 3  “駐日代表部紹介”. 《駐日欧州連合代表部》 (일본어). 2022년 10월 22일에 확인함.